# Begonia agusanensis
Begonia agusanensis es una especie de planta de la familia Begoniaceae. Esta begonia es originaria de Mindanao de las islas Filipinas. La especie pertenece a la sección Petermannia. Fue descrita en 1911 por el botánico estadounidense  Elmer Drew Merrill (1876-1956). El epíteto específico es agusanensis que se refiere al río Agusan.